# Magyarhertelend megállóhely
Magyarhertelend megállóhely egy Baranya vármegyei vasúti megállóhely Magyarhertelend településen, a MÁV üzemeltetésében.
A lakott terület szélétől mintegy 200 méterre északra helyezkedik el; közúti elérését a 6602-es és 6608-as utak keresztezésétől észak felé kiágazó önkormányzati út teszi lehetővé.

## Vasútvonalak
A megállóhelyet az alábbi vasútvonalak érintik:
- Godisa–Komló-vasútvonal

## Kapcsolódó állomások
A megállóhelyhez az alábbi állomások vannak a legközelebb:
- Bodolyabér megállóhely (Godisa–Komló-vasútvonal)
- Magyarszék megállóhely (Godisa–Komló-vasútvonal)

## Forgalom
| Járat        | Útvonal | Gyakoriság   |
| ------------ | --- | ------------ |
| személyvonat | Komló – Mecsekjánosi – Mecsekpölöske – Magyarszék – Magyarhertelend – Bodolyabér – Godisa – Sásd (– Vásárosdombó – Kaposszekcső) – Dombóvár | Napi 5-6 pár |